# Ron Anderson (baloncestista de 1989)
Ronald Gene "Ron" Anderson jr. (Voorhees, Nueva Jersey, 12 de septiembre de 1989) es un jugador de baloncesto estadonundense que pertenece a la plantilla del AS Loon-Plage de la NM1, la tercera categoría del baloncesto francés. Con 2,03 metros de estatura, juega en la posición de alero. Es hijo del que fuera diez años profesional en la NBA, Ron Anderson.

## Trayectoria deportiva

### Universidad
Jugó dos temporadas con los Wildcats de la Universidad Estatal de Kansas, en las que promedió 4,3 puntos y 4,5 rebotes por partido, tras las cuales fue transferido a los Bulls de la Universidad del Sur de Florida, donde, tras cumplir el preceptivo año en blanco que impone la NCAA, jugó dos temporadas más, en las que promedió 6,9 puntos, 5,9 rebotes y 1,1 asistencias por partido.

### Profesional
Tras no ser elegido en el Draft de la NBA de 2012, fue seleccionado en la cuarta ronda del Draft de la NBA D-League por los Tulsa 66ers. En su primera temporada en el equipo promedió 6,0 puntos y 4,9 rebotes por partido.
En octubre de 2013 fichó por el Estudiantes Concordia, equipo recién ascendido a la Liga Nacional de Básquet argentina, donde sólo jugó 16 partidos, en los que promedió 7,9 puntos y 6,8 rebotes, En dicuembre es readquirido por los Tulsa 66ers, donde acabó la temporada promediando 6,5 puntos y 5,9 rebotes por partido.
En julio de 2014 se unió por segundo año consecutivo a los Oklahoma City Thunder para disputar las Ligas de Verano de la NBA. El 4 de noviembre es adquirido por su filial en la D-League, los Oklahoma City Blue. El 26 de diciembre fue traspasado a los Westchester Knicks a cambio de una tercera ronda del draft de 2015. Tras 14 partidos, en los que promedió 5,5 puntos y 3,9 rebotes, fue despedido en el mes de febrero de 2015. Un mes más tarde firmó con los Texas Legends, con los que acabó la temporada.
El 31 de julio de 2015 fichó por el Berck Basket Club de la Nationale Masculine 1, la tercera categoría del baloncesto francés. Allí jugó una temporada en la que promedió 10,7 puntos y 10,3 rebotes por partido.
En agosto de 2016 fichó por el Rueil Athletic Club, también de la NM1.